# Johan Nordenfalk (förläggare)
Johan Axel Erland Nordenfalk, född 12 november 1897 i Jakob och Johannes församling, Stockholms stad, död 22 november 1980 i Oscars församling, Stockholms län, var en svensk friherre, jurist och förläggare.

## Biografi
Nordenfalk avlade studentexamen vid Norra latinläroverket i Stockholm 1915 och reservofficersexamen 1918 Han inskrevs sistnämnda år vid Stockholms högskola, där han avlade juris kandidatexamen 1922. Nordenfalk var 1918–1926 underlöjtnant i Livregementets dragoners reserv. Han genomförde tingstjänstgöring i Sollentuna och Färentuna domsaga 1922–1924 och började 1925 sin tjänstgöring i Svea hovrätt, där han 1931 blev assessor 1937 hovrättsråd. Nordenfalk var sekreterare i kommissionen angående kaffemonopol 1933, ledamot av överdomstolen vid folkomröstningen i Saar 1934–1936 och revisionssekreterare 1938–1942. Han var även statens granskningsman hos Svenska Tonsättares Internationella Musikbyrå 1940–1944, ställföreträdande militieombudsman 1941-1943, ensamutredare av statlig kontroll över organisationer som avser att nyttiggöra auktorrättigheter 1942–1943 och ordförande i kommittén angående begränsning av dyrtidstillägg 1942–1943.
Nordenfalk var vice ordförande i Svenska jägareförbundet 1939–1947, vice ordförande i styrelsen för Husqvarna vapenfabrik 1943–1969, ordförande i Sveriges allmänna konstförening, fullmäktig i Stockholms handelskammare från 1943 och dess vice ordförande 1962–1967, ledamot av Nordiska Museets nämnd från 1943 (dess vice ordförande 1950 och ordförande 1952–1967), vice ordförande i Svenska bokförläggareföreningen från 1943 och dess ordförande 1945–1964, vice ordförande i Sveriges tryckeriarbetsgivareförbund från 1943 och dess ordförande 1945–1963, ledamot av Nordiska boktryckarrådet från 1944 och ordförande i grafiska samarbetsnämnden från 1945. Han var inspektor för Norra latinläroverket 1946–1956 och för Skolan för bokhantverk från 1948.
Nordenfalk var 1942–1948 verkställande direktör för P A Norstedt & Söners Förlag och styrelseordförande där 1959–1970. Han var 1948–1963 verkställande direktör och koncernchef för Sveriges litografiska tryckerier. Han var även ordförande i styrelsen för Sällskapet för folkundervisningens befrämjande 1955–1975, ledamot av styrelsen för Stockholms stadshypoteksförening 1956–1969, ordförande i styrelsen för Stockholms satds bostadskreditförening från 1963, vice ordförande i styrelsen för Skandinaviska banken 1963–1967 och ordförande i överstyrelsen för Livförsäkringsaktiebolaget Trygg 1967–1968. Nordenfalk blev 1943 ledamot av Gustav Adolfs Akademien. År 1969 mottog han medaljen Litteris et Artibus för lång klubbföring i Nordiska museets och Sveriges allmänna konstförenings styrelser.
Johan Nordenfalk  tillhörde ätten Nordenfalk. Han var son till ryttmästaren och kabinettskammarherren Johan Axel Nordenfalk. Johan Nordenfalk blev friherre vid faderns död 1958. Han är begraven på Törnsfalls kyrkogård.